# Province de Luya
La province de Luya (en espagnol : Provincia de Luya) est l'une des sept provinces de la région d'Amazonas, dans le nord du Pérou. Son chef-lieu est la ville de Lámud.

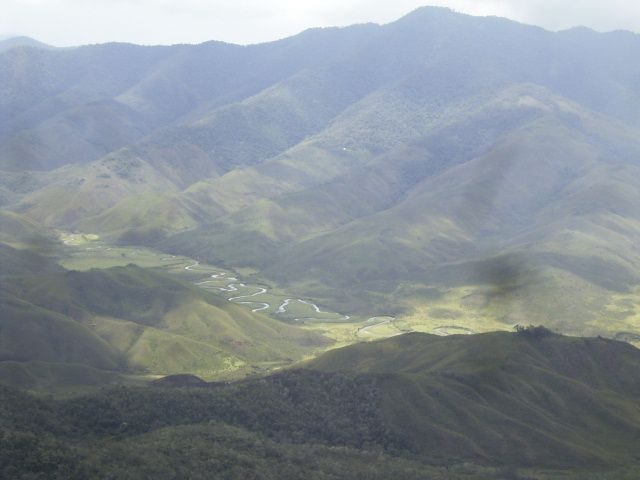
Vue sur la vallée de Huaylla-Belén

## Géographie
La province couvre une superficie de 3 236,68 km2. Elle est limitée au nord par la province d'Utcubamba, au nord-est par la province de Bongará, à l'est et au sud par la province de Chachapoyas et à l'ouest par la région de Cajamarca.

## Population
La population de la province s'élevait à 49 733 habitants en 2005.

## Subdivisions
La province est divisée en 23 districts :
- Camporredondo
- Cocabamba
- Colcamar
- Conila
- Inguilpata
- Lámud
- Longuita
- Lonya Chico
- Luya
- Luya Viejo
- María
- Ocalli
- Ocumal
- Pisuquía
- Providencia
- San Cristóbal
- San Francisco del Yeso
- San Jerónimo
- San Juan de Lopecancha
- Santa Catalina
- Santo Tomás
- Tingo
- Trita